# ريو برافو (المكسيك)
ريو برافو (بالإسبانية: Río Bravo)‏ هي مستوطنة، في المكسيك، تقع في ولاية تاماوليباس، بلغ عدد سكانها 95,647 نسمة وذلك حسب إحصائيات سنة 2010، رمزها البريدي هو 88900.

## أعلام
- آنا بريندا كونتريراس